# Parlement de Dijon
Le Parlement de Dijon (initialement Parlement de Bourgogne de 1354 à 1480, et actuelle cour d'appel de Dijon) est un Parlement de l'ancien régime fondé en 1354 par le duc Philippe II de Bourgogne à Beaune, transféré à Dijon en 1480 par le roi Louis XI de France.

## Histoire
Le Parlement de Bourgogne est issu de l'ancienne Curia Ducis, conseil des ducs de Bourgogne, hébergé dans l'Hôtel des ducs de Bourgogne à Beaune en 1354 par le duc Philippe II de Bourgogne. Après le rattachement du duché de Bourgogne (qui faisait partie, avec la comté de Bourgogne, de l'État bourguignon, devenu de fait quasi indépendant du royaume au XVe siècle) au domaine royal en 1477, le roi Louis XI décide son transfert à Dijon, en réaction contre la ville de Beaune qui avait pris parti contre lui.
En fait, afin de satisfaire les habitants du Comté, une autre cour du parlement tint ses séances à Salins alors que celle du duché fut définitivement placée à Dijon. En novembre 1480 Louis Ier d'Amboise procède pour le compte de son frère Jean III d'Amboise, gouverneur de Bourgogne, à l'installation du nouveau parlement dans des locaux faisant partie de la Chambre des Comptes.
Lors de l'épidémie de peste de 1499, les parlementaires se retirent à Beaune et ne consentent à se réinstaller à Dijon en 1507 que contre la promesse de la construction d'un nouvel édifice. Il est adjoint en 1524 à la Grand'Chambre, une chambre spécialisée dans les affaires criminelles la Tournelle. En 1575 apparaît la Chambre des Requêtes, suivie en 1589 de la création de la Chambre des Enquêtes, chargée d'instruire les instances en examinant les preuves recueillies. Durant cette période du XVIe siècle, le Parlement refuse d'enregistrer l'édit de janvier 1562 accordant aux calvinistes la liberté de culte. À partir des années 1588-1589 la formation de la Ligue entraine une scission du Parlement avec la création d'un Parlement dissident (favorable à Henri IV) à Flavigny-sur-Ozerain puis à Semur-en-Auxois. La conversion du roi Henri IV et sa victoire à Fontaine-Française en 1595 contre la Ligue favorise le retour à l'unité. Au cours de la Fronde, le Parlement se divise à nouveau en deux camps, obligeant Louis XIV à intervenir en tenant à Dijon le 15 novembre 1658 un lit de justice.
Au XVIIIe siècle, la réforme Maupeou entraine un renouvellement des membres du Parlement, qui surent néanmoins défendre les privilèges de la Province et se rendirent populaires par des mesures en faveur des débiteurs. En 1774, le rétablissement des anciens privilèges parlementaires après l'avènement de Louis XVI donne lieu à de grandes manifestations publiques.
Le Parlement est mis en congé à la suite de la Révolution française le 3 novembre 1789. Le Palais de justice de Dijon hébergera une cour supérieure provisoire, puis un tribunal d’appel, une cour impériale, une cour royale et enfin la Cour d'appel de Dijon.

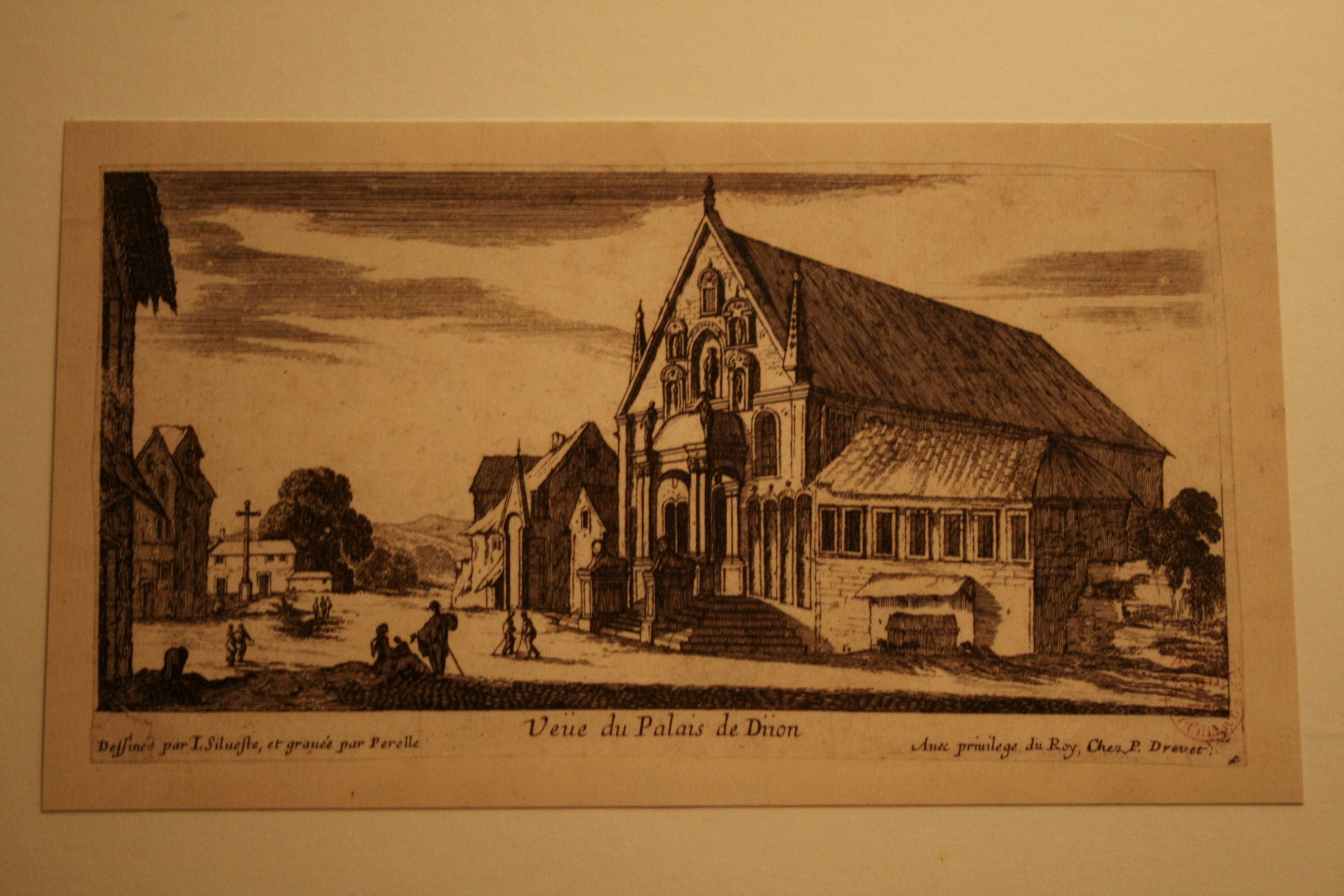
Le Parlement au milieu du XVIIe siècle.
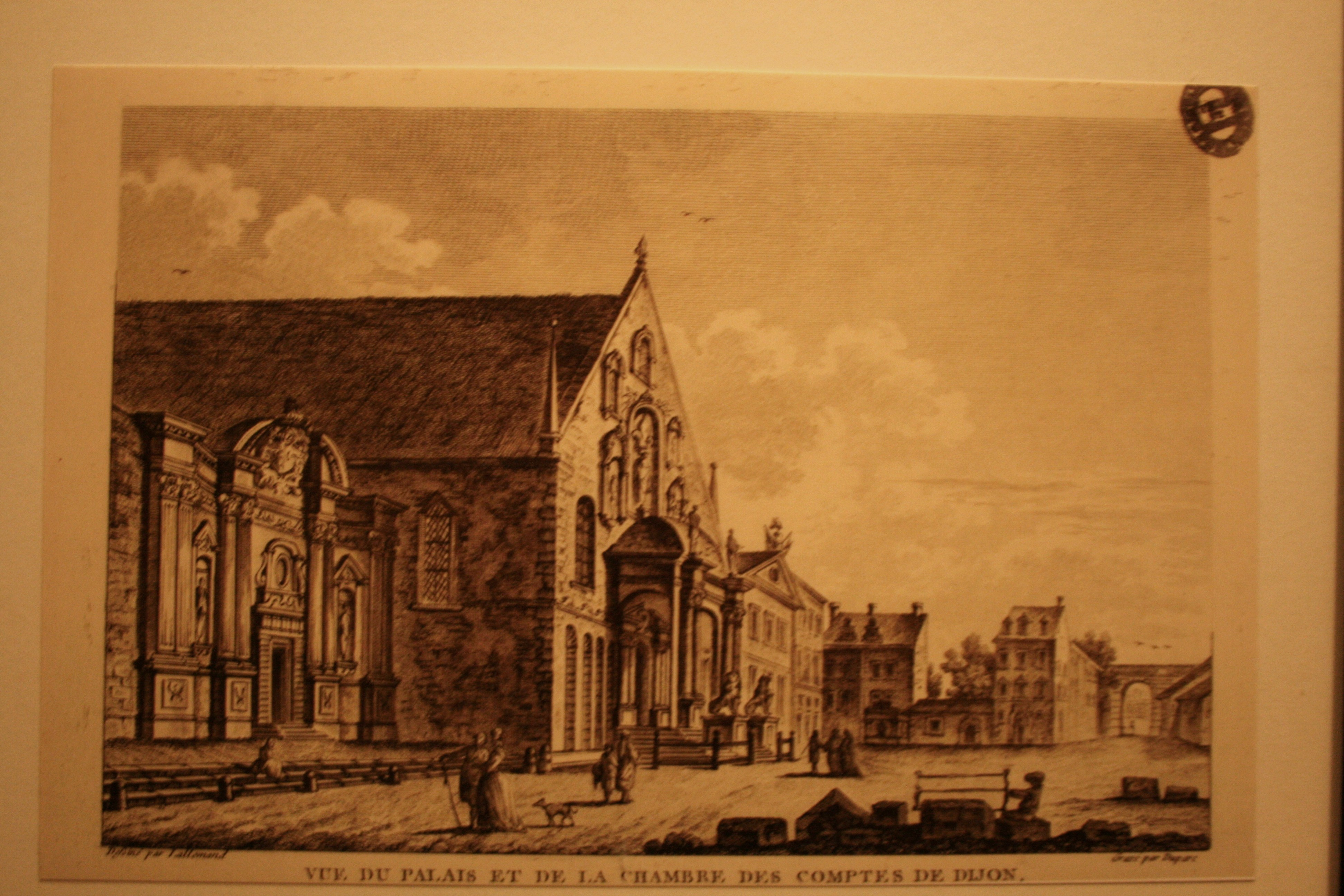
Le Parlement à la fin du XVIIIe siècle.

## Fonctions
Le parlement était presque maître absolu en tout[évasif]. Il partageait le gouvernement de la province avec le gouverneur, lequel ne pouvait rien faire d'important sans son avis. Les ordonnances des gouverneurs étaient sujettes aux lettres d'attache du parlement.
Outre les affaires contentieuses, le parlement traitait pendant la paix, de toutes les affaires concernant les fortifications, les finances, les monnaies, la police, les chemins, les domaines, les fiefs et la conservation des limites de la province. Pendant la guerre, il ordonnait la levée des troupes.

## Édifice
La construction débute au XVIe siècle en 1518 avec la Chambre Dorée, achevée en 1522. L'édification de la Tournelle est entreprise en 1549. La Salle Saint Louis et la façade renaissance sont terminées en 1580. Cette dernière comporte une porte sculptée par Hugues Sambin. La Chambre des Requêtes date du XVIIe siècle, le plafond est décoré d'une Allégorie de la justice réalisée en 1688 par Gabriel Revel membre de l’Académie royale de peinture et sculpture. Les travaux se poursuivent au XVIIIe siècle en façade sur la place du Palais. Durant le XIXe siècle, des restaurations interviennent avec notamment le déplacement de la Chapelle du Saint-Esprit dans le prolongement de la salle Saint Louis.
De nombreux éléments de l’édifice font l’objet d’un classement au titre des monuments historiques depuis le 15 février 1926.
La salle des pas perdus, nommée également la salle St Louis, est représentative d’une architecture assez répandue à l’époque. La voûte en nef de bateau renversé, ainsi que la symétrie dans l’ouverture et les décorations, donnent un style néogothique à l’ensemble du palais. De cette chapelle, il ne reste qu’une œuvre d’art majeure, une porte en bois sculpté. La salle des malades des hospices de Beaune est quasiment identique, sans qu’il soit possible de déterminer quelle salle est la réplique de l’autre.
La salle de la Cour d'assises est la plus récente du bâtiment. Elle fut construite à partir de 1862 pour accueillir les assises qui se tenaient auparavant dans l’ancienne Grand’ chambre. Elle est caractérisée par son plafond, qui vient de l’ancienne chambre des comptes. Au centre, les armes de France et de Navarre sont entourées par le collier de l’ordre de Saint Michel. Une peinture, « La Famille », datant de 1901, orne un mur de la salle. Une maxime y est gravée : "non omnis moriar" (je ne mourrai pas en entier).
La chambre dorée fut construite à l’initiative de Louis XII et achevée entre les années 1510 et 1522. Le plafond est composé de trente-cinq caissons ornés de motifs en relation avec le pouvoir royal. Au centre de la frise se trouvent les lettres qui signifient Yahvé, le nom de Dieu dans la bible, signifiant que la justice de Dieu domine celle des hommes. Ce plafond a été remanié sous Louis XIII, « L » signifiant Louis et « A » Autriche. Les vitraux de la salle, que l’on appelle des grisailles, représentent la foi, la charité et l’espérance. On y trouve également une tapisserie des Gobelins datant de la fin du XVIIIe siècle qui représente une scène biblique : « Laban et ses filles ».
La salle des enquêtes, qui est aujourd’hui la bibliothèque de la cour d’appel, fut construite en 1641. Au plafond, une peinture représente une allégorie de la justice. S’y trouvent également des ouvrages anciens qui ont échappé à la destruction et aux pillages au moment de la Révolution. On retrouve dans cette salle les symboles traditionnels de la justice, la balance, le serpent, le glaive et également une main de justice.
La Grand’ chambre, cœur historique du Parlement de Bourgogne, est la partie la plus ancienne du palais, et le cabinet actuel du premier président. Au XVIIe siècle, on a substitué des baies rectangulaires aux baies en accolade, et on l’a divisée en plusieurs parties. C’est là que se tenaient les audiences car la salle était mieux chauffée que la chambre dorée, qui était utilisée seulement pour les séances d’apparat. S’y trouvent encore quelques ouvrages très anciens. L’actuel bureau du secrétariat général faisait également partie de la Grand’ chambre. S’y trouve notamment un portrait du chancelier d’Aguesseau, qui fait partie de quelques portraits qui sont en dépôt, mais qui sont la propriété de l’Hôpital général.
La salle des avocats, anciennement chambre de la tournelle, fut construite en 1549 et complètement remaniée au XVIIe siècle. Elle est remarquable par son plafond à la française, son décor polychrome, et une cheminée monumentale datant de 1610 qui provient du château de Turcey. Au-dessus de la cheminée se trouve l’écusson royal entouré des colliers des ordres de Saint-Michel et du Saint-Esprit. Le nom « chambre de la tournelle » reprend l’image des conseillers qui siégeaient à tour de rôle. Dans cette salle se trouve une porte datant de l’époque d’Henry II avec une lettre « H » au centre, une lettre « C », qui évoque son épouse Catherine de Médicis, et un « C » inversé pour sa maîtresse, Diane de Poitiers.
La courette est garnie d’arcades avec un puits, qui correspondait à la conciergerie à savoir les prisons. Il en existe encore une trace avec la porte d’un des anciens cachots. Celle-ci mène à une salle du sous-sol voûtée aux murs très épais.

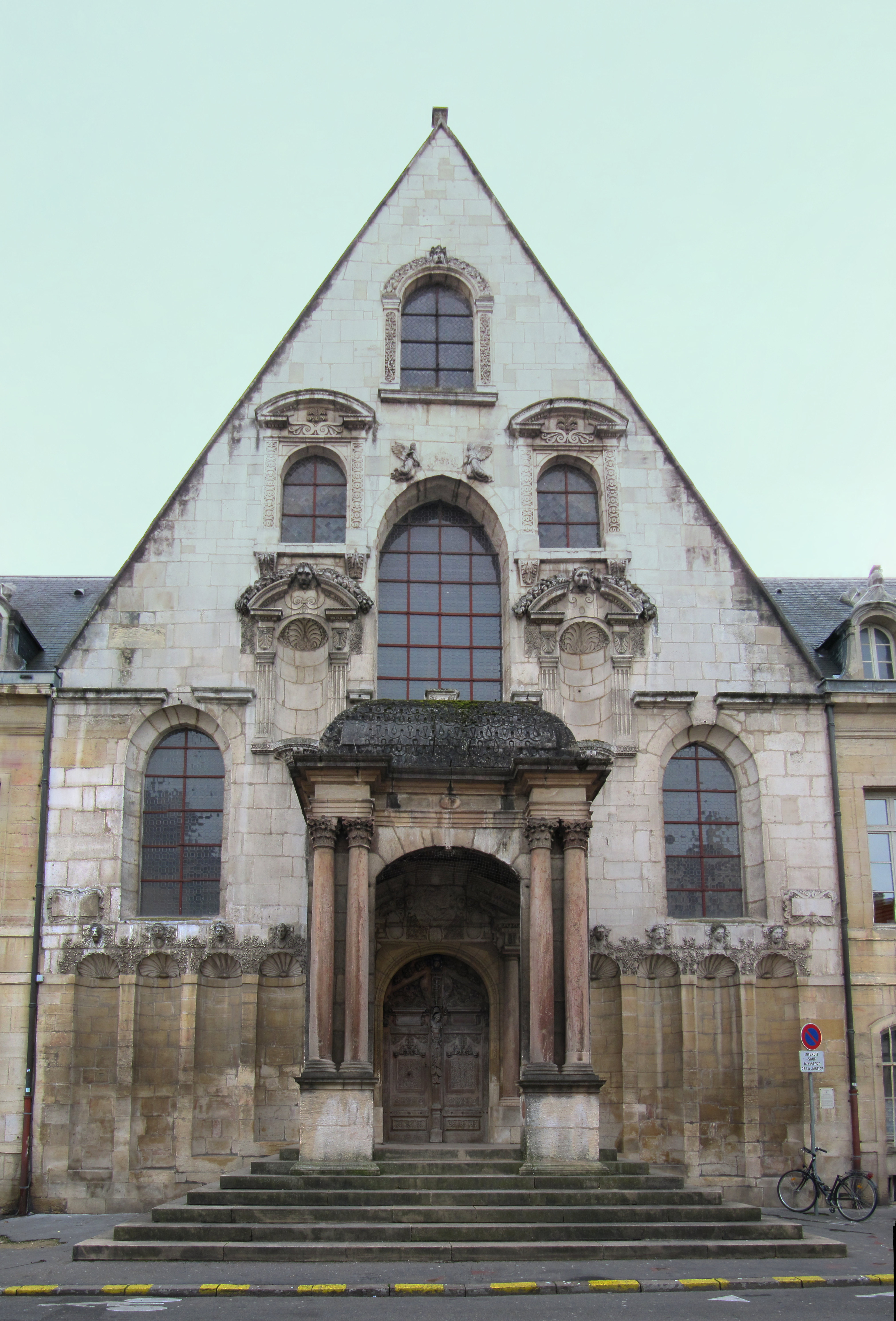
Façade du Parlement
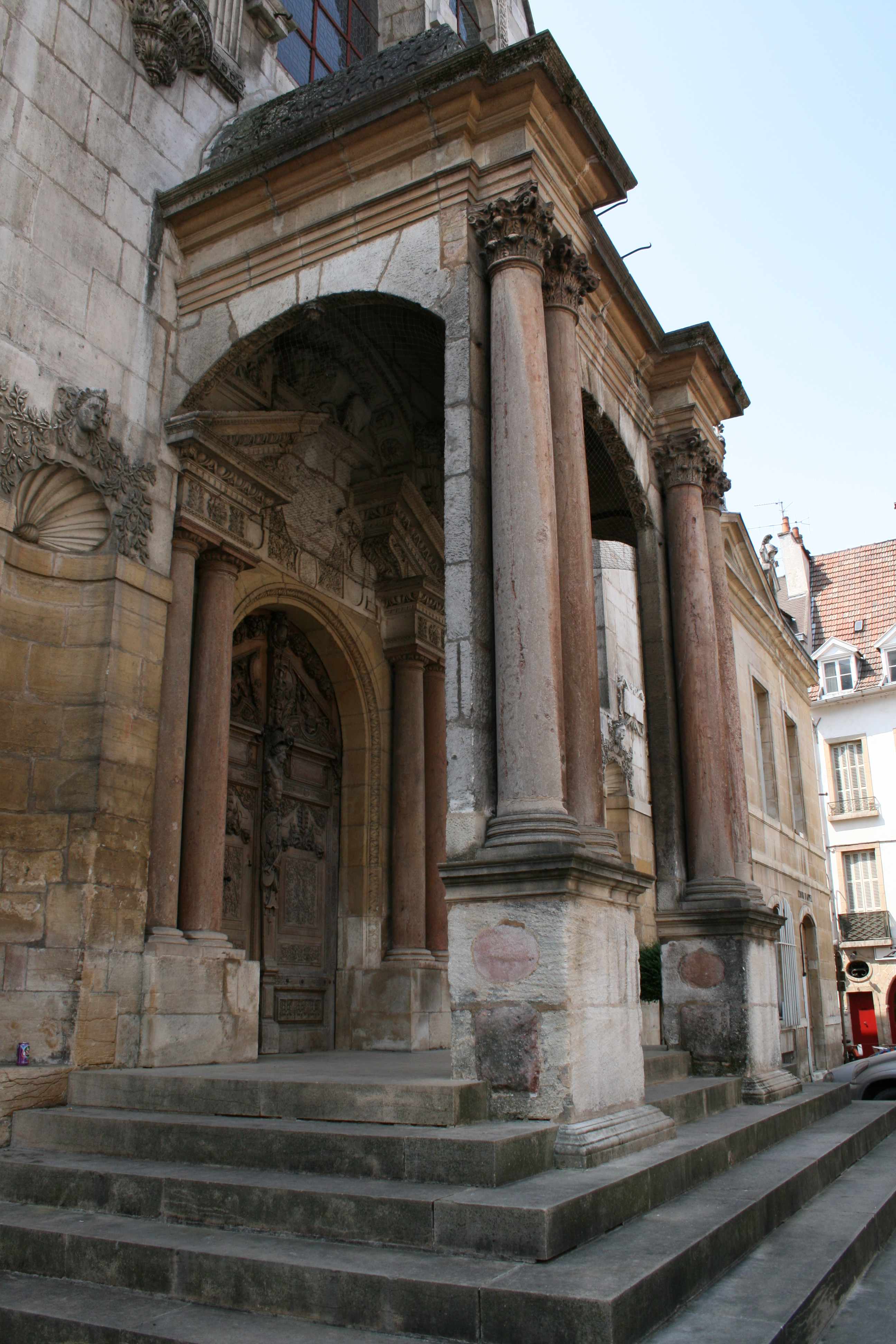
Entrée du Parlement
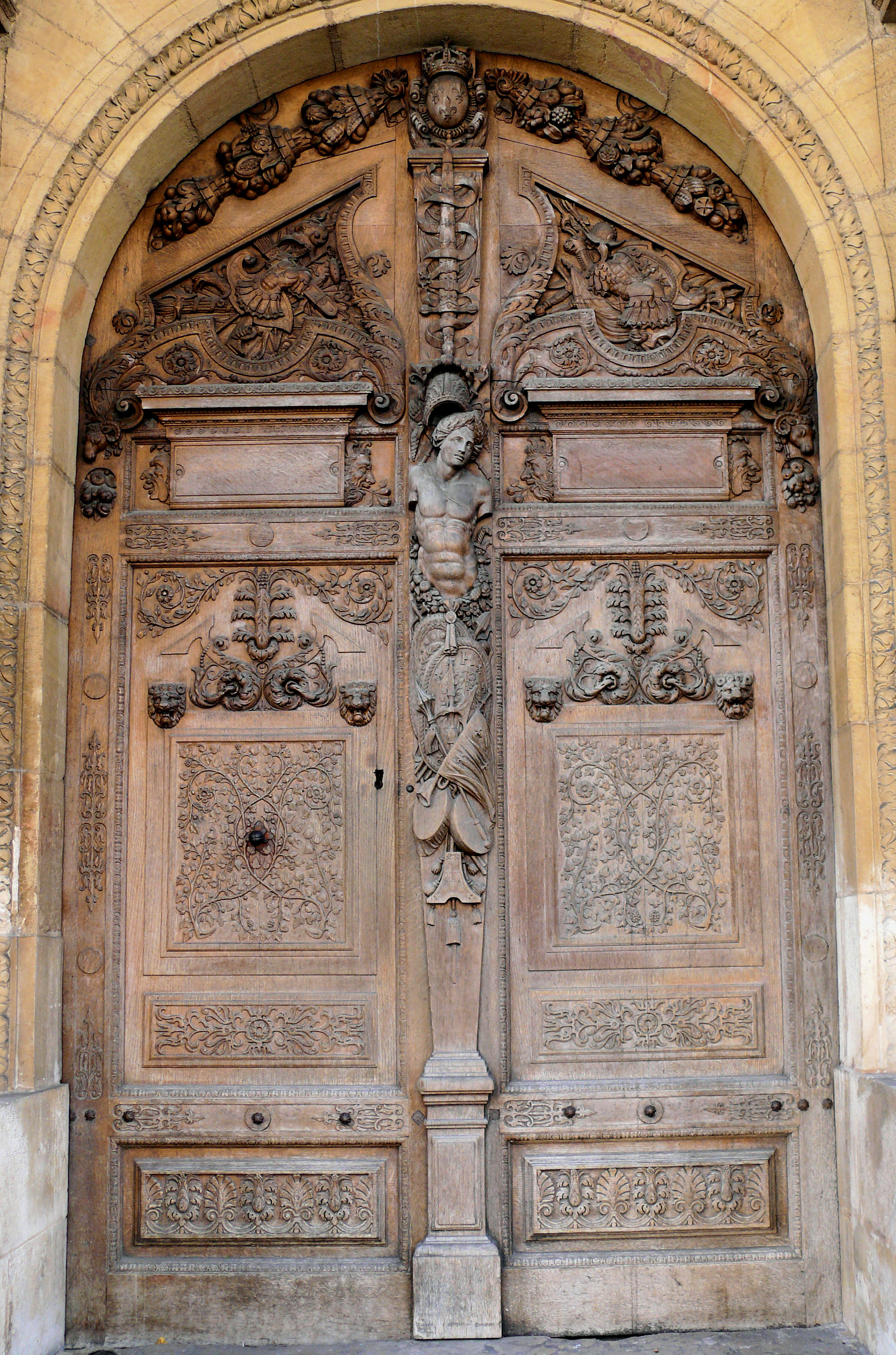
Porte Hugues Sambin
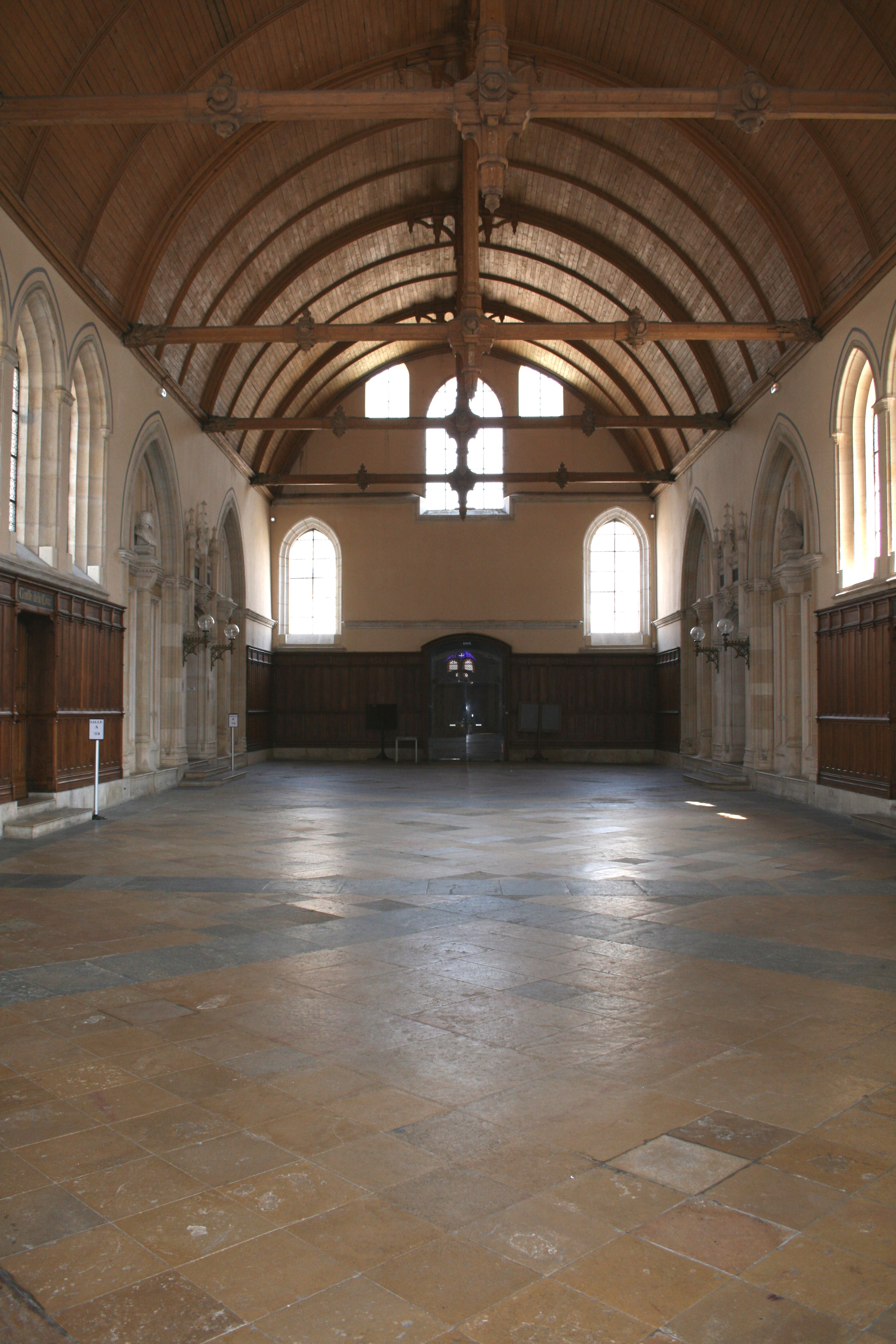
Salle Saint Louis
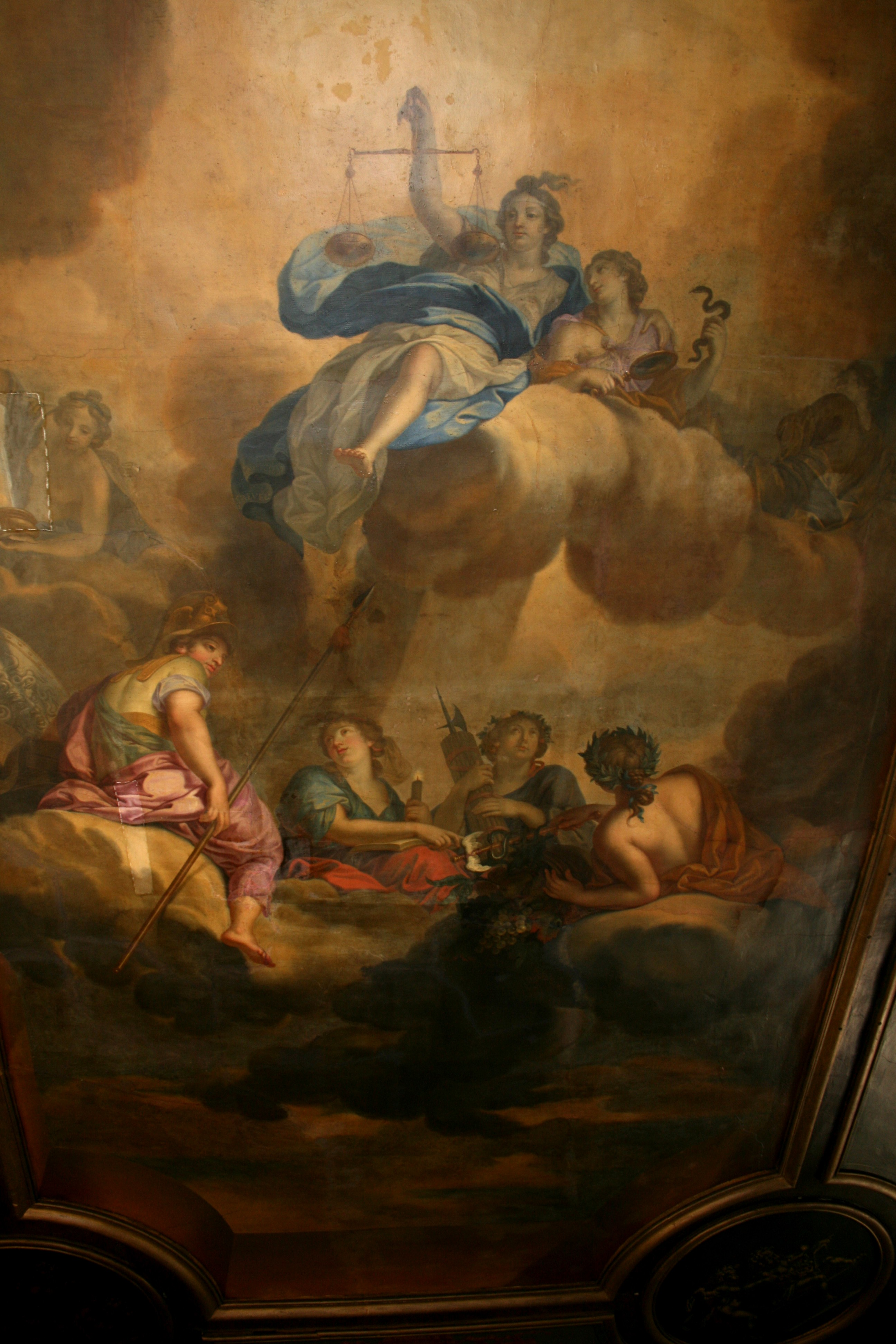
Plafond de l'ancienne Chambre des enquêtes.
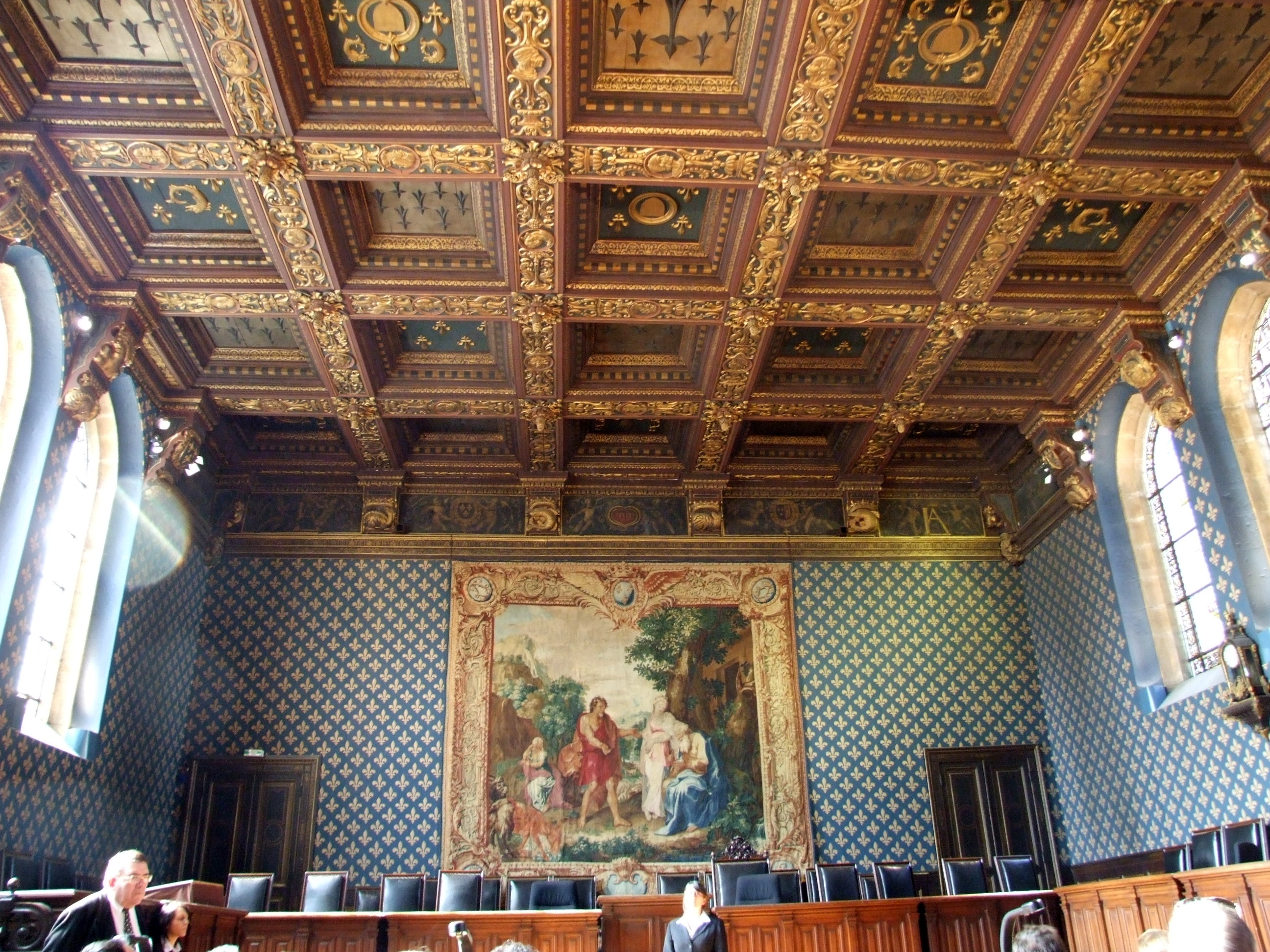
Salle dorée.
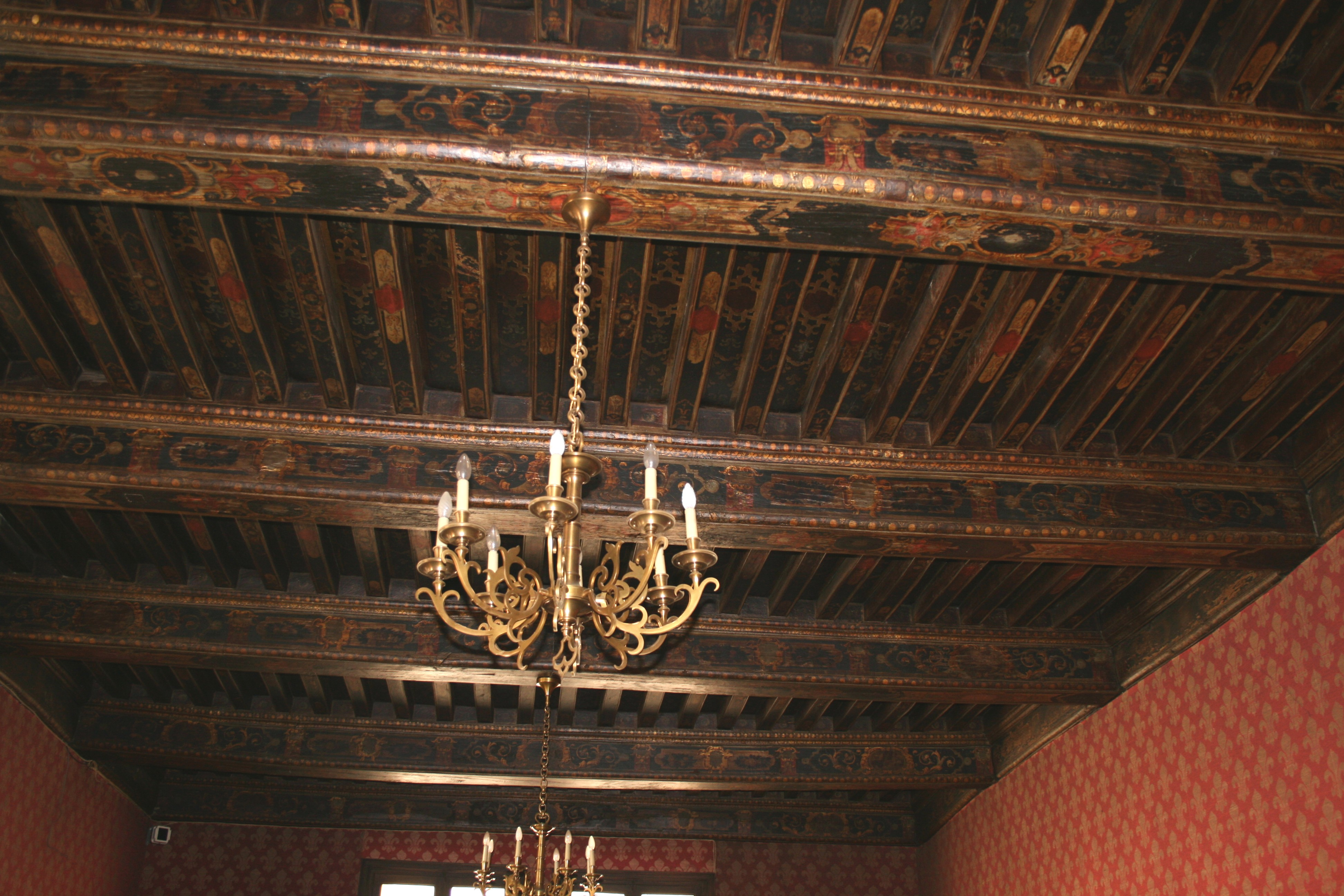
Plafond de la salle de la tournelle.